# Fiodor
Fiodor sau Feodor (în rusă Фёдор) este forma rusă a prenumelui Tudor.
Se poate referi la:
- Feodor I al Rusiei (1557–1598), ultimul Țar al Rusiei (1584–1598) din dinastia Rurik, fiu al Țarului Ivan cel Cumplit și al Țarinei Anastasia Romanovna
- Feodor al II-lea al Rusiei (1589–1605), țar al Rusiei (1605)
- Feodor al III-lea al Rusiei (1661–1682), Țar al Rusiei în perioada 1676 - 1682
- Prințul Feodor Alexandrovici al Rusiei (1898–1968), cel de-al doilea fiu al Marelui Duce Alexandru Mihailovici al Rusiei și al Marii Ducese Xenia Alexandrovna a Rusiei, nepot de soră al Țarului Nicolae al II-lea al Rusiei
- Feodor Cernozubov (1863–1919), general-locotenent din Imperiul Rus, care a luptat în Primul Război Mondial

- Feodor Gladkov (1883–1958), scriitor rus, reprezentant al realismului socialist
- Feodor Raskolnikov (1892–1939), bolșevic, participant la Revoluția din Octombrie, comandat al Flotei Armatei Roșii în Marea Caspică și Baltică în timpul Războiului Civil Rus, diplomat sovietic
- Feodor Șaliapin (1873–1938), cântăreț de operă rus
- Feodor Tutușkin (1900–1959), general-locotenent de miliție din Republica Moldova, care a deținut funcția de ministru al afacerilor interne în Guvernul Republicii Moldova (1946-1951)
- Fiodor Bondarciuk (n. 1967), regizor, actor și producător de film rus
- Fiodor Brovko (1904–1960), lider comunist din RSS Moldovenească, care a îndeplinit funcțiile de președinte al Sovietului Comisarilor Poporului din RSSA Moldovenească (1938–1940) și președinte al Prezidiului Sovietului Suprem al RSS Moldovenească (1941–1951)
- Fiodor Dostoievski (1821–1881), scriitor rus
- Fiodor Emelianenko (n. 1976), politician, luptător profesionist de arte marțiale mixte (MMA), sambist și judokan rus
- Fiodor Gagauz (n. 1958), jurist și politician găgăuz, deputat în Parlamentul Republicii Moldova, deputat în Adunarea Populară a Găgăuziei
- Fiodor Șvedov (1840–1905), fizician, profesor universitar, rector al Universității din Odesa.
- Fiodor Tiutcev (1803-1873), poet și diplomat rus
- Fiodor Tolbuhin (1894–1949), mareșal rus
- Fiodor Vasiliev (1850–1873), pictor rus
- Fiodor Grigorievici Volkov (1729–1763), actor și regizor de teatru rus